# Jio
Reliance Jio Infocomm Limited, operando sob o nome comercial Jio, é uma operadora de rede móvel indiana. Faz parte da Reliance Industries e está sediada em Nova Bombaim, Maharashtra. Opera uma rede LTE nacional com cobertura através dos 22 círculos de telecomunicações da Índia. A empresa não oferece serviços 2G ou 3G, e usa a voz sobre LTE para fornecer o serviço de voz em sua rede.
O programa Jio foi lançado em 27 de dezembro de 2015 (que teria sido o 83º aniversário do fundador da Reliance Industries, Dhirubhai Ambani), com uma versão beta para parceiros e funcionários.
Em 5 de julho de 2018, o serviço de banda larga fixa Gigafiber foi lançado pelo presidente da Reliance Industries Limited, Mukesh Ambani, durante a reunião geral anual da empresa.

## História
Em junho de 2010, a Reliance Industries (RIL) comprou uma participação de 96% na Infotel Broadband Services Limited (IBSL) por ₹ 4.800 crore (US $ 670 milhões). Embora não seja de capital aberto, a IBSL foi a única empresa que ganhou espectro de banda larga nos 22 círculos indianos no leilão 4G ocorrido no início daquele ano. Mais tarde, como subsidiária de telecomunicações da RIL, O Infotel Broadband Services Limited foi renomeado como Reliance Jio Infocomm Limited (RJIL) em janeiro de 2013.
Em junho de 2015, Jio anunciou que o início das operações em todo o país seria no final do ano. No entanto, quatro meses depois, em outubro, os porta-vozes da empresa enviaram um comunicado à imprensa afirmando que o lançamento havia sido adiado até o primeiro trimestre do ano financeiro de 2016-2017.
Mais tarde, em julho, uma ONG chamada Centro de Contencioso de Interesse Público, através de Prashant Bhushan, desafiou a concessão de uma licença pan-indiana a Jio pelo governo da Índia. O litígio também alegou que a Jio estava autorizada a fornecer serviços de telefonia de voz juntamente com o serviço de dados 4G, pagando uma taxa adicional de apenas ₹ 165,8 crore (US $ 23 milhões), o que era arbitrário e irracional, e contribuiu para uma perda de R $ 284,2 milhões (US $ 320 milhões) para o tesouro público.